# Luck (serial telewizyjny)
Luck (2011–2012) – amerykański serial obyczajowy stworzony przez Davida Milcha.
Światowa premiera serialu miała miejsce 11 grudnia 2011 roku na amerykańskim HBO. Ostatni odcinek serialu został wyemitowany 25 marca 2012 roku. W Polsce premiera serialu odbyła się 30 stycznia 2012 roku na kanale HBO.

## Obsada
- Dustin Hoffman jako Chester "Ace" Bernstein
- Dennis Farina jako Gus Demitriou
- John Ortiz jako Turo Escalante
- Richard Kind jako Joey Rathburn
- Kevin Dunn jako Marcus Becker
- Ian Hart jako Lonnie McHinery
- Weronika Rosati  jako Naomi
- Ritchie Coster jako Renzo Calagari
- Jason Gedrick jako Jerry Boyle
- Kerry Condon jako Rosie Shanahan
- Gary Stevens jako Ronnie Jenkins
- Tom Payne jako Leon Micheaux
- Jill Hennessy jako Jo Carter
- Nick Nolte jako Walter Smith
- Michael Gambon jako Michael "Mike" Smythe
- Ted Levine jako Isadore Cohen
- Patrick J. Adams jako Nathan Israel